# Lucas Tavernier
Lucas Tavernier (Gent, 27 december 1971) is een Vlaamse acteur. Hij is vooral bekend als Youri Lavrov in Thuis. Tevens speelde hij vele gastrollen in onder andere Witse, Galaxy Park, Hotel 13, Zone Stad en Familie.
Na zijn studies Romaanse filologie aan de K.U. Leuven, volgde hij een professionele acteursopleiding aan de ERAC in Frankrijk.